# 東北メガネセンター
株式会社東北メガネセンターは、福島県と宮城県白石市の合計20店舗を展開するメガネ・補聴器専門店。店の呼称は「メガネセンター」。キャッチフレーズは「親切なメガネ屋さん宣言」。

## 概要
メガネと補聴器を取り扱ってる。コンタクトは「MCコンタクト」（MC＝メガネセンターの略）というブランド名で営業している。
かつて「メガネセンター」として営業していた企業であった仙台の株式会社「弐萬圓堂」（2015年1月に事業をアコール株式会社へ譲渡、同年7月に解散）とは別会社である。
1992年頃までは、仙台のメガネセンターと同じ、のこいのこのCMソングが使用されていた。1992年頃以降は、独自のロゴマークとCMソングとなっている。

## 沿革
- 1977年2月株式会社東北メガネセンターを設立し、スズラン通り店が開店
- 1989年7月有限会社福島メガネセンター設立
- 1997年3月福島メガネセンターと合併

## その他
- 当社の天気予報番組では1990年に発売されたサザンオールスターズの希望の轍の挿入歌が流されている。（2023年3月現在）

以前は、宇多田ヒカルのFirst Love（使用されたのはJohn Luongoによるリミックス版のもの）が使われていた。
- 年末年始の時期になると、当店の初売りのCMが福島県の民放テレビ各局で大量に流れている。1995年の年始まではCGを使ったものであったが、1995年年末以降は、「サイコロ運だめし」「100円玉つかみ取り」などを強調したものが長年に渡り使用されている。